# 제75회 영국 아카데미 영화상
제75회 영국 아카데미 영화상(영어: 75th British Academy Film Awards)은 2022년 3월 13일 런던의 로열 앨버트 홀에서 열린 2021년에 공개된 최고의 영화를 선정하는 영국의 영화상이다. 영국 영화 텔레비전 예술 아카데미가 주최한다.

## 수상

### 작품상
- 파워 오브 도그 - 제인 캠피온 수상
- 벨파스트 - 케네스 브래너
- 돈 룩 업 - 아담 맥케이
- 듄 - 드니 빌뇌브
- 리코리쉬 피자 - 폴 토마스 앤더슨

### 작품상(영국)
- 벨파스트 - 케네스 브래너 수상
- 사랑 후의 두 여자 - 알림 칸
- 알리 앤드 에이바 - 클라이오 바나드
- 보일링 포인트 - 필립 바랜티니
- 시라노 - 조 라이트
- 에브리바디스 토킹 어바웃 제이미 - 조나단 버터렐
- 하우스 오브 구찌 - 리들리 스콧
- 라스트 나잇 인 소호 - 에드가 라이트
- 007 노 타임 투 다이 - 캐리 후쿠나가
- 패싱 - 레베카 홀

### 감독상
- 파워 오브 도그 - 제인 캠피온 수상
- 사랑 후의 두 여자 - 알림 칸
- 드라이브 마이 카 - 하마구치 류스케
- 레벤느망 - 오드리 디완
- 리코리쉬 피자 - 폴 토마스 앤더슨
- 티탄 - 쥘리아 뒤쿠르노

### 데뷔작품상(영국)
- 더 하더 데이 폴 - 제임스 새뮤얼 수상
- 사랑 후의 두 여자 - 알림 칸
- 보일링 포인트 - 필립 바랜티니
- 키보드 판타지: 비버리 글렌 코플랜드 이야기 - 포시 딕슨
- 패싱 - 레베카 홀

### 남우주연상
- 킹 리차드 - 윌 스미스 수상
- 알리 앤드 에이바 - 아딜 악타르
- 스완 송 - 마허샬라 알리
- 파워 오브 도그 - 베네딕트 컴버배치
- 돈 룩 업 - 레오나르도 디카프리오
- 보일링 포인트 - 스테판 그레이엄

### 여우주연상
- 사랑 후의 두 여자 - 조안나 스캔런 수상
- 하우스 오브 구찌 - 레이디 가가
- 리코리쉬 피자 - 알라나 하임
- 코다 - 에밀리아 존스
- 사랑할 땐 누구나 최악이 된다 - 르나트 라인제브
- 패싱 - 테사 톰슨

### 남우조연상
- 코다 - 트로이 코처 수상
- 웨스트 사이드 스토리 - 마이크 파이스트
- 벨파스트 - 시아란 힌즈
- 컴온 컴온 - WOODY NORMAN
- 파워 오브 도그 - 제시 플레먼스
- 파워 오브 도그 - 코디 스밋 맥피

### 여우조연상
- 웨스트 사이드 스토리 - 아리아나 데보스 수상
- 벨파스트 - 케이트리오나 발피
- 로스트 도터 - 제시 버클리
- 매스 - 앤 도드
- 킹 리차드 - 언자누 엘리스
- 패싱 - 루스 네가

### 각본상
- 리코리쉬 피자 - 폴 토마스 앤더슨 수상
- 비잉 더 리카르도스 - 아론 소킨
- 벨파스트 - 케네스 브래너
- 돈 룩 업 - 아담 맥케이
- 킹 리차드 - Zach Baylin

### 각색상
- 코다 - 션 헤이더 수상
- 드라이브 마이 카 - 하마구치 류스케 외 1명
- 듄 - 드니 빌뇌브 외 2명
- 로스트 도터 - 매기 질렌할
- 파워 오브 도그 - 제인 캠피온

### 편집상
- 007 노 타임 투 다이 - 톰 크로스 외 1명 수상
- 벨파스트 - 우나 니 동하일리
- 듄 - 조 월커
- 리코리쉬 피자 - Andy Jurgensen
- 소울, 영혼, 그리고 여름 - Joshua L. Pearson

### 촬영상
- 듄 - 그레이그 프레이저 수상
- 나이트메어 앨리 - 댄 로스츠센
- 007 노 타임 투 다이 - 라이너스 산드그렌
- 파워 오브 도그 - 아리 웨그너
- 맥베스의 비극 - 브루노 델보넬

### 음악상
- 듄 - 한스 짐머 수상
- 비잉 더 리카르도스 - 다니엘 펨버턴
- 돈 룩 업 - 니콜라스 브리텔
- 프렌치 디스패치 - 알렉상드르 데스플라
- 파워 오브 도그 - 조니 그린우드

### 음향상
- 듄 - Mac Ruth 외 4명 수상
- 라스트 나잇 인 소호 - Colin Nicolson 외 3명
- 007 노 타임 투 다이 - James Harrison 외 4명
- 콰이어트 플레이스 2 - Michael Barosky 외 3명
- 웨스트 사이드 스토리 - Brian Chumney 외 3명

### 의상상
- 크루엘라 - 제니 비번 수상
- 시라노 - 마시모 칸띠니 빠르리니
- 듄 - 재클린 웨스트 외 1명
- 프렌치 디스패치 - 밀레나 카노네로
- 나이트메어 앨리 - 루이스 시쿠에이라

### 분장상
- 디 아이즈 오브 타미 페이 - Linda Dowds 외 2명 수상
- 크루엘라 - 나디아 스테이시 외 1명
- 시라노 - Alessandro Bertolazzi 외 1명
- 듄 - 러브 라슨
- 하우스 오브 구찌 - Frederic Aspiras 외 4명

### 미술상
- 듄 - 파트리스 베르메트 외 1명 수상
- 시라노 - 사라 그린우드
- 프렌치 디스패치 - 애덤 스톡하우젠 외 1명
- 나이트메어 앨리 - 타마라 데버렐 외 1명
- 웨스트 사이드 스토리 - 애덤 스톡하우젠 외 1명

### 특수시각효과상
- 듄 - Brian Connor 외 3명 수상
- 프리 가이 - Swen Gillberg 외 3명
- 고스트버스터즈 라이즈 - Aharon Bourland 외 3명
- 매트릭스: 리저렉션 - Tom Debenham 외 3명
- 007 노 타임 투 다이 - Mark Bakowski 외 3명

### 외국어영화상
- 드라이브 마이 카 - 하마구치 류스케 수상
- 신의 손 - 파올로 소렌티노
- 페러렐 마더스 - 페드로 알모도바르
- 쁘띠 마망 - 셀린 시아마
- 사랑할 땐 누구나 최악이 된다 - 요아킴 트리에

### 다큐멘터리상
- 소울, 영혼, 그리고 여름 - 아미르 '퀘스트러브' 톰슨 수상
- 비커밍 쿠스토 - 리즈 가버스
- 카우 - 안드레아 아놀드
- 나의 집은 어디인가 - 요나스 포헤르 라스무센
- 더 레스큐 - 엘리자베스 차이 베사헬리 외 1명

### 단편애니메이션작품상
- 두 낫 피드 더 피전스 - 안토닌 니클라스 수상
- 예술에 관하여 - 조안나 퀸
- 나이트 오브 더 리빙 드레드 - 이다 멜룸 외 3명

### 장편애니메이션작품상
- 엔칸토: 마법의 세계 - 바이론 하워드 외 2명 수상
- 나의 집은 어디인가 - 요나스 포헤르 라스무센
- 루카 - 엔리코 카사로사
- 미첼 가족과 기계 전쟁 - 마이클 리안다 외 1명

### 단편영화작품상
- THE BLACK COP - Cherish Oteka 수상
- FEMME - Sam H. Freeman 외 3명
- THE PALACE - Jo Prichard
- 박제 - 테오 리스 외 1명
- 세 번의 임시 위원 회의 - 마이클 우드워드 외 2명

### 캐스팅상
- 웨스트 사이드 스토리 - 신디 톨란 수상
- 보일링 포인트 - 캐롤린 맥리드
- 듄 - 프랜신 마이슬러
- 신의 손 - Massimo Appolloni 외 1명
- 킹 리차드 - 리츠 델리아 외 1명

### 신인상
라샤나 린치 수상

## 같이 보기
- 제94회 아카데미상
- 제47회 세자르상
- 제74회 미국 감독 조합상
- 제35회 유럽 영화상
- 제79회 골든 글로브상
- 제42회 골든 래즈베리상
- 제28회 미국 배우 조합상
- 제74회 미국 작가 조합상